# Henry Heerup
Henry Heerup (født 4. november 1907, død 30. maj 1993) var en dansk kunstner. Hans kunstværker indbefatter blandt meget andet malerier, litografier, stenskulpturer, linoleumssnit, tegninger samt de såkaldte "skraldemodeller", som han komponerede af gammelt skrot og skrammel. Derudover har han skabt en lang række andre værker, heriblandt rumudsmykninger, gavlmalerier, bestillingskunst, bøger, illustrationer til bøger, logoer, ekslibris, bomærker, plakater og tegninger.
Heerup blev optaget på Det Kongelige Danske Kunstakademi i 1927, 20 år gammel, og var færdiguddannet i 1932. Han deltog aktivt i det danske kunstnermiljø i 1930’erne og fremefter, bl.a. som medlem af den internationalt kendte kunstnersammenslutning COBRA, som bidragyder til tidsskrifter som Helhesten, Aarstiderne og Hvedekorn samt som udstiller på Kunstnernes Efterårsudstilling (1933-40 og 1950-51), Charlottenborgs Efterårsudstilling (1952-62 og 1966), Høstudstillingen (1943-48), Linien (1934 og 1937) m.fl. Derudover har han deltaget på separat- og gruppeudstillinger i ind- og udland mange gange, bl.a. på Venedig-biennalen (1936, 1962 og 1972), på Stedelijk Museum i Amsterdam (1949), på Musée des beaux-arts i Liège (1951), på Palazzo Grassi i Venedig (1960), på Museum des 20. Jahrhunderts i Wien (1963), på vandreudstillingen Danish Abstract Art i USA (1964-65) og på Biennalen i São Paulo (1965). Han har modtaget flere medaljer og anerkendelser, heriblandt Eckersberg Medaillen i 1958, Thorvaldsen Medaillen i 1967, og i 1969 blev han Ridder af Dannebrog. Hans kunst gav ham ikke kun anerkendelse blandt kunstkyndige, men også en stor folkelig popularitet og berømmelse.

## Heerup som kunstner
Der eksisterer to parallelle opfattelser af Henry Heerup som kunstner. De peger hver især på vigtige aspekter i hans liv og værker, og den ene opfattelse er derfor ikke mere rigtig end den anden.
Den ene opfattelse fokuserer på de milde og livsglade elementer i Heerups kunst – de farvestrålende værker, de idylliske motiver med familier, kærlighed, dyr, nisser, natur o.l. – kombineret med de mange anekdoter om Heerups udadvendte og fredsommelige personlighed, nøjsomme livsstil og pudsige ideer. Heerup bidrog selv aktivt til at iscenesætte netop denne opfattelse af ham. Et godt eksempel herpå er hans dyrkelse af nissen, både som en hyppigt anvendt figur i hans værker – ofte med selvbiografiske træk – og i virkeligheden, hvor han stiftede Nissernes Fagforening, elskede at iklæde sig en nissehue ved festlige lejligheder og påstod, at han jævnligt så nisser liste rundt i sin have. Derudover afviste han ved flere lejligheder at kæmpe for bestemte idealer eller visioner i sin kunst eller på anden vis at have en kunstnerisk eller politisk agenda, bl.a. i et interview i Berlingske Søndag fra 1977:
"Når jeg var med i Cobra, var det som billedhugger, og jeg følte mig hjemme blandt de mennesker, selvom jeg ikke kunne tale med dem, der kom fra Holland, Belgien og Frankrig. […] I Cobra-gruppen sad jeg som den lille nørrebrodreng i hjørnet og drak min røde sodavand, mens de andre skrev fine artikler om alt det de mente og troede på.” 
Den anden opfattelse fokuserer på de nyskabende og til tider provokerende dele af Heerups kunst, som man ofte har en tendens til at glemme. På flere områder valgte Heerup utraditionelle – og i mange samtidiges øjne forargelige – måder at skabe kunst på; ikke mindst når han med sine skraldemodeller bragte gammelt skrot ind i de fine kunstlokaler og udstillede det som kunst.
Fortællingen om den muntre og lettere naive kunstner med sine smukke malerier og dyrkelse af det nære og værdifulde i livet er lige så vigtig for forståelsen af Henry Heerups kunst som fokuseringen på de kunstnerisk interessante og normbrydende kunstværker, og store dele af Heerups kunst rummer denne dobbelthed af leg og uskyldighed på den ene side, provokation og et usædvanligt kunstnerisk talent på den anden.

## Heerups kunst
Heerup elskede naturen og at være udendørs, og store dele af hans kunst er skabt i det fri i hans arbejdshave. I 1934 og et par år frem benyttede han baghaven til det hus på Rødtjørnevej i Vanløse, han og hans familie lejede, hvorefter han lejede den tomme grund overfor. Da denne grund blev for lille, købte han en grund på Kamstrupvej i Rødovre, der fra 1946 til hans død i 1993 fungerede som hans atelier, galleri og salgssted.
Heerup var en særdeles alsidig kunstner. Han arbejdede ikke kun med mange forskellige typer af kunst – malerier, stenskulpturer, grafisk kunst m.m. – han opfandt også sin egen kunsttype, ”skraldemodellen”, og blandede de øvrige kunstformer på nye måder. Udover sine egne kunstværker, skabt frit af hans fantasi og inspiration, har han udført en lang række bestillingsopgaver såsom logoer, bomærker, ekslibris, plakater og illustrationer.

### Stenskulpturer
Heerup gik kun kortvarigt på Billedhuggerskolen, hvorefter han fik at vide, at han savnede forudsætninger for at blive billedhugger. Ikke desto mindre var det hans stenskulpturer, der gav ham den første berømmelse, og han har skabt et stort antal stenskulpturer i vidt forskellige størrelser og udformninger.
Heerup gjorde sig mange tanker om den måde, han skabte stenskulpturer på. Flere steder beskrev han det at hugge i en sten som en slags befrugtning af stenen eller forløsning af de motiver og figurer, der lå gemt i stenen. Han tog afsæt i stenens former, kanter, farvenuancer o.l. og huggede den figur ud, stenens udseende som udgangspunkt lagde op til. Han kaldte bl.a. stenen for "naturens hårdkogte æg", da det at hugge sig ind til den figur, der gemte sig i stenen, mindede ham om, når man graver sig ind til blommen i et hårdkogt æg med en ske. I Min arbejdsbog fra 1966 beskrev han sin tilgang til det at hugge stenskulpturer på følgende måde:
"Stenens natur, dens styrke og tyngde giver respekt, og kun ved hjælp af kærlighed kan man overvinde den modstand, som den yder ved bearbejdningen. Graniten er "Naturens hårdkogte æg”, og netop i dette materiale må stenskulpturen blive en sammensmeltning af naturens og kunstnerens vilje. Stenens tiltrækkende kraft ligger deri, at den med sin form og farve viser, hvad jeg ønsker at se.
Mangfoldige organiske former ligger der, og vil fødes."
Heerup malede ofte på sine stenskulpturer, hvis stenens form indbød til det. Eksempelvis malede han jævnligt afgrænsede felter på stenen i markante farver, så figuren fik grønne øjne, en rød mund, et rødt hjerte el.lign. Denne fremgangsmåde gik imod normen i den fremherskende, modernistiske tradition, hvor de forskellige kunstgenrer blev holdt adskilt, og derfor kunne Heerups sammenblanding af maleriet og stenskulpturen virke provokerende. Muligvis har Heerup hentet inspiration til ideen med at male på sine stenskulpturer fra datidens diskussioner om, hvorvidt Jellingstenene muligvis har været bemalet.
Heerups første kone, Emilie Westh, var fra Bornholm. I deres unge år gav hun ham kælenavnet "Hugga", der på bornholmsk betyder at hugge, fordi Heerup på daværende tidspunkt var meget optaget af at hugge stenskulpturer. Efterhånden begyndte også mange af Heerups øvrige venner og bekendte at kalde ham Hugga. Han brugte også selv i flere sammenhænge navnet Hugga om sig selv, bl.a. i sangbogen Fløjte Huggas Billedbog fra 1953, hvor flere af hans egne blokfløjtekompositioner er udgivet.

#### Udvalgte værker
- Millehoved (1932, Statens Museum for Kunst)
- Uglesøjle (1933, Statens Museum for Kunst)
- Skraldemand (ca. 1934, Holstebro Kunstmuseum)
- Kvindetempel (1935, Fyns Kunstmuseum)
- Barn i stol (1935, Louisiana)
- Frugtbarhedshornet (1935, Louisiana)
- Glad barn (1941, Fyns Kunstmuseum)
- Mor-Barn (Heerup Museum)
- Cylinderrelief (1977, Heerup Museum)

Skulpturelle udsmykninger: 
- John Christensen monumentet, Assistens Kirkegård, København (1946)
- Tivoli, København (1958)
- Bispebjerg Hospital, København (1962)
- Vesterbro Ungdomsgård, København (1963)
- Gl. Rådhusplads, Esbjerg (ca. 1964)
- Heerups Have, Louisiana (ca. 1964-72)
- Køge Bugt Strandpark (1968-82)

### Malerier
Allerede kort tid efter, at Heerup havde forladt Kunstakademiet, udviklede han en karakteristisk malestil, som han fastholdt livet igennem. For ham startede maleriet med en komposition, et redskab han til fulde mestrede og udnyttede. Ud fra kompositionen opstod der farvede felter, der blev holdt sammen af en eller flere konturstreger, evt. i kontrastfarver. Alle figurer har lige ret og befinder sig helt fremme på billedfladen. Det var således ikke et perspektivisk rum, men derimod et fortællingens rum uafhængigt af tid og sted, som oftest var Heerups ærinde.
Heerup var tilknyttet den internationalt kendte kunstsammenslutning CoBrA. Han havde dog ikke som sine kolleger i CoBrA en ekspressiv malemåde med løse, følelsesprægede penselstrøg og hidsige farveblandinger. Udover en række abstrakte værker, især fra 1940’erne, foretrak Heerup det figurative, som ofte antog næsten ornamentiske former.
Han valgte jævnligt genbrugsmateriale som lærred for sine malerier, og udover lærred og masonit har han bl.a. malet på pap, døre, haveborde, blikplader, bobborde, malerpaletter, gamle bakker, låg, finérplader m.m. Han lod sig inspirere af det valgte lærreds karakter og tilstand og indføjede nøglehuller, skæve kanter og lignende særpræg i den overordnede komposition.
Udover malerier har Heerup malet flere store rumudsmykninger både indendørs på offentlige bygningers vægge og udendørs på husgavle og facader.

#### Udvalgte værker
Malerier:
- Selvportræt (1924)
- Vanløse-madonna (1934, Nordjyllands Kunstmuseum)
- Pattebarnet (1934, Holstebro Kunstmuseum)
- Nanna i stol (1936, dep. Holstebro Kunstmuseum)
- Kvindesolen skinner (1940, Holstebro Kunstmuseum)
- Livsfrise (1952, Holstebro Kunstmuseum)
- Rembrandt-fantasi (1956, Louisiana)
- Elskende par i hjerteskoven (1963, Gladsaxe Kommune)
- Selvportræt (1971, Heerup Museum)
- Cykel i sne (1960, Heerup Museum)

Malede udsmykninger:
- Hjortøgades Børnehave, København (1944)
- Mælkegavl, Sølvgade, København (1952-53)
- Løjtegårdsskolen, Tårnby (1963-64)
- Radiumstationen, København (1965-66, senere Kræftens Bekæmpelse)
- Kofoeds Skole, Amager (1976)

### Skraldemodeller
Heerups udprægede nøjsomhed og samlergen kommer særligt til udtryk i de figurer, han komponerede af gammelt skrammel og skrot fundet på lossepladsen, i vejkanten og lignende steder. Udtrykket ”skraldemodel” er hans eget, og ideen med at skabe kunst af skrald kom til ham ganske tidligt.
Særligt de første skraldemodeller, han udstillede, skabte stor og langtfra altid positiv opmærksomhed, da tanken om at udstille skrald og skrot i fine kunstlokaler virkede særdeles provokerende på mange. Ikke mindst skabte skraldemodellen Rotten opmærksomhed, da den blev udstillet første gang på Liniens udstilling i 1934. Heerup havde fundet en rotte i en kælder, lakeret den og sømmet den fast til en træliste. Øverst på trælisten placerede han en guldramme på langs, så den og trælisten kom til at minde om et kors. Ifølge Allan Daugaard Hansen, en af Heerups gode venner, havde Heerup medlidenhed med den forfulgte rotte og naglede den derfor fast til et kors som en association til Kristus.
Om det at skabe skraldekunst har Heerup udtalt, at:
”Skraldeskulpturerne havde ikke noget med fattigdom eller dårlig økonomi at gøre, siger Heerup. Jeg opdagede ganske simpelt, at af de døde ting kunne jeg lave noget - ligesom H. C. Andersen med “Toppen og bolden”. Jeg kunne besjæle de døde ting. Min gamle lærer på Akademiet Aksel Jørgensen sagde, at “kunst, det er beåndet håndværk.” Det lyder meget pænt i hvert fald - og det lyder også rigtigt.”
Eksempler på genstande, der indgår i Heerups skraldemodeller, er: brædder, hjul og andre dele fra cykler, barnevogne, motorcykler o.l., taburetter, kapsler, tragte, snor, strygebrætter, tæppebankere, vejskilte, kaffekander, dukkehoveder, juletræsfødder, hestesko, børstedele, dåser, propper, stolerygge, bordben, lakerede rotter, tegnestifter, grammofondele, klemmer og linealer samt et utal af små træstumper og metaldimser af udefinérbar karakter.

#### Udvalgte værker
- Rotten (ca. 1933)
- Grammofonmanden (1935, Nordjyllands Kunstmuseum)
- Strygebrætmadonna (1938, Louisiana)
- Billeddrejer (1941, Heerup Museum)
- Elskovshjulet (ca. 1944, Louisiana)
- Ugle (ca. 1944, Holstebro Kunstmuseum)
- Kineseren (1945)
- Trafikuglen (ca. 1950, Heerup Museum)
- Livsmøllen (1963, Louisiana)
- Fotografen (1963, Heerup Museum)

### Litografier
Som ung var Heerup i lære som litograf, men han fuldendte aldrig sin læretid, da han ikke interesserede sig for den tekniske side af litografproduktionen, og da han hellere ville skabe selv end udføre bundne opgaver. Han gik dog meget op i, at kunsten skulle være demokratisk og nå ud til så mange som muligt, og derfor var litografiet for ham en god måde at skabe kunst på, som ville være tilgængeligt og til at betale for et større antal mennesker.
Langt de fleste af Heerups litografier er tegnet af en professionel litograf på baggrund af en farvekridttegning af Heerup. I en del tilfælde har Heerup arbejdet videre med tidligere grafiske tryk, f.eks. linoleumssnit, som han har farvelagt og derefter ladet trykke litografisk. En undtagelse er ca. 20 mindre, sort/hvide litografier fra 1950, hvor Heerup i løbet af knap en måned selv tegnede direkte på en litografisk sten, som han havde klunset ved et litografisk værksted. Stenen var oprindeligt kasseret, og de skæve hjørner og ridserne ses stadig i Heerups færdige tryk.

#### Udvalgte værker
- Mand finder hjerte (1950, genoptryk 1970, findes i håndkoloreret unika)
- Inspirationsfuglen (1965, efter tidlig linoleum ”Intuition” fra 1943)
- Velkomst (1968, efter linoleum med lignende motiv fra 1955)
- På livsvejen (1970, genoptryk 1977)
- Svanemor (mappe) (1970, genoptryk 1976 og 1989)
- Elskov i kaffekanden (1972)
- Kærlighedsankeret (1973)
- Kaffetrolden (mappe) (1976, genoptryk 1982)
- Årstiderne (1980, efter maleri fra 1972, genoptryk 1987 i ny størrelse)
- Fuglereden (1987, efter linoleum fra 1950)

### Linoleumssnit
Heerup har snittet en lang række linoleumssnit, ofte med enkle motiver domineret af de symboler og figurer, han havde en særlig forkærlighed for – nissen, barnet, kvinden, cyklen o.l. Han brugte ofte gamle stykker linoleum, der før havde tjent som køkkenborde, gulve el.lign., og processen med at tilføre tryksværte på og trykke motiverne var en beskæftigelse, hans familie og venner ofte hjalp til med. Han har beskrevet sit forhold til linoleumssnit på følgende måde:
”Der er noget vinterligt ved grafik - for mig altså.
Først og fremmest selve trykket, arbejdets resultat: Det sort-hvide syn. Men også arbejdsprocessen, at snitte i linoleum. Det er stuearbejde for lange, mørke vinteraftener, hvor jeg mod min vane ikke kan skabe noget under fri himmel. Frosten ville knække linoleum som en kiks; men godt opvarmet på radiatoren er linoleumspladen herlig blød at snitte i; og har man så en god idé - og det håber jeg aldrig at komme til at mangle, så tegner jeg den hurtigt på pladen og snitter efter tegningen. - Mine snit er ofte fortællende, og man kan genkende virkeligheden omkring os i dem; men det er ikke detailrige reportager af sete situationer, som ligger mig på sinde. Fantasien skal have frihed til at løse de naturalistiske lænker og forløse skabertrangen.”

#### Udvalgte værker
- På livsvejen
- Inspirationsfuglen / intuition

### Tegninger
Heerup elskede at tegne, fra han var helt lille og fik bl.a. gamle konvolutter og andre små papirlapper at tegne på. Hans mor sagde om ham, at han ikke var født med en sølvske i munden, men med en blyant i hånden. Også som voksen malede Heerup et væld af tegninger og havde altid en skitsebog i lommen, så han kunne tegne, hvis han blev inspireret til det. Han tegnede desuden på forhåndenværende materialer som breve, kalendere, papirsposer m.m. Han fandt inspiration til motiver alle vegne, hvor han gik, f.eks. på stranden ved Bellevue, hos købmanden og hjemme i familiens skød. Han var skolet i klassisk tegning fra sin tid på Kunstakademiet, hvilket bl.a. understreges i de enkle former i hans værker, hvor det fraværende rum var et bevidst valg.
I Min arbejdsbog omtaler Heerup sine tegninger således:
”Hvor er det dejligt at “rode” i sit tegneskab og gense fra tid til anden de mange skitser og mere færdige tegninger, som åbenbarer sindets inderste bevægelser og fortæller om øjets oplevelser. - Mine skitsebøger er en slags dagbøger. […] En oljekridttegning kan være stedfortræder for et maleri, så farverigt og fortætted kan farvevirkningen blive. Tegningen har efter min mening en alt for ringeagtet plads i den bildende kunst. Den er dog ofte oplevelsens 1. og friskeste udtryk.”

### Bestillingsværker
Udover værker skabt frit af fantasi og inspiration har Heerup produceret en lang række små og store kunstværker på bestilling for virksomheder, foreninger, skoler m.fl. Særligt i 1970’erne og fremefter havde virksomheder, foreninger m.fl. for alvor fået øje på Heerups evner for tegning og komposition, og han modtog mange bestillinger på bl.a. logoer, bomærker, ekslibris, plakater, etiketter, illustrationer til bøger m.m.

#### Udvalgte værker
- Bomærke til KKA (Københavns Kommunes Aftenskole)
- Bomærke til Løjtegårdsskolen i Tårnby Kommune
- Bomærke til Faaborg Sundsskole
- Plakat med Irma-pigen
- Logo til DSB, FDB, HK og Socialdemokratiet
- Reklame for Europæisk Rejseforsikring på husgavl i krydset mellem Vesterbrogade og Frederiksberg Allé på Vesterbro i København.
- 7 Mors dags platter i 1970-79
- Irma: Kaffedåser, vinetiketter m.m.

### Udstillinger i ind- og udland
I løbet af sin karriere deltog Heerup i en lang række udstillinger i Danmark og udlandet. Nogle udstillinger rummede kun hans egne værker, og derudover deltog han i mange gruppeudstillinger, ikke mindst som medlem af danske kunstsammenslutninger som CoBrA, Linien, Decembristerne o.l.

#### Separatudstillinger
1929 Tjørnlunds Kunsthandel, København
1933 Gothersgade 40, København
1934 Vagn Winkels Kunsthandel, København
1937 Studentersamfundet, København
1939 Studenterforeningen, København
1940 Ung Dansk Kunst, Rådhuspladsen 55, København
1944 Macholms Kunsthandel, København
1947 Tokanten, København
1948 Illums Bolighus, København
1952 Den Frie Udstillingsbygning, København
1952 Vandreudstilling, Hjørring m.fl.
1954 Køng Folkehøjskole
1957 Clausens Kunsthandel, København
1957 Kunstforeningen, København
1958 Kunstnernes Hus, Oslo
1962 La Biennale di Venezia (sammen med Carl-Henning Pedersen)
1963 Det Danske Hus, Paris
1964 Lunds Konsthall
1967 Moderna Museet, Stockholm (sammen med Carl-H. Pedersen, Palle Nielsen)
1967 Louisiana (retrospektiv)
1968 Vandreudstilling, Svendborg m.fl.
1968 Nordjyllands Kunstmuseum, Aalborg
1972 La Biennale di Venezia
1975 Liljevalchs, Stockholm (sammen med Svend Saabye)
1977 Kunstakademiet, København
1977 Nikolaj, København (retrospektiv)
1977 Nordjyllands Kunstmuseum, Aalborg
1977 Holstebro Kunstmuseum (retrospektiv)
1977 Kunstmuseerne i Bukarest, Leipzig m.fl.
1978 Fyns Kunstmuseum, Odense (retrospektiv)
1980 Vejen Kunstmuseum
1981 Nikolaj, København
1982 Det Danske Hus, Paris
1982 Holstebro Kunstmuseum
1983 Kunstforeningen, København
1987 Holstebro Kunstmuseum
1987 Heerups Have, Kunstforeningen, København
1988 Aarhus Kunstmuseum (retrospektiv)
1991 Galerie Moderne, Silkeborg
1991 Kastrupgaardsamlingen
1991 Holstebro Kunstmuseum
1993 Kastrupgaardsamlingen (mindeudstilling)

#### Gruppeudstillinger
1933 Corner
1933 Kunstnernes Efterårsudstilling
1934 Linien
1934 Kunstnernes Efterårsudstilling
1935 Surrealister, Odense
1935 Ung dansk og svensk kunst, Kunstnernes Hus, Oslo
1935 Kubisme & surrealisme, Den Frie Udstillingsbygning
1935 Kunstnernes Efterårsudstilling
1936 La Biennale di Venezia
1936 Kunstnernes Efterårsudstilling
1937 Grønningen
1937 Linien
1937 Surrealisme i Norden, Skånska Konstmuseum, Lund
1937 Kunstnernes Efterårsudstilling
1938 Grønningen
1938 Polygonen
1938 Kunstnernes Efterårsudstilling
1939 Grønningen
1939 Polygonen
1939 Kunstnernes Efterårsudstilling
1940 Koloristerne
1940 Kunstnernes Efterårsudstilling
1941 Corner & Høst
1941 Teltudstillingen, Bellevue, Klampenborg
1942 Corner & Høst
1943 Høstudstillingen
1944 Høstudstillingen
1945 Høstudstillingen
1946 Høstudstillingen
1947 Høstudstillingen
1948 Høstudstillingen
1949 Art Experimental (Cobra), Stedelijk Museum, Amsterdam
1950 Kunstnernes Efterårsudstilling
1950 Decembristerne
1951 2e Expo. internationale d´art experimentale, Palais des Beaux-Arts, Liège
1951 Kunstnernes Efterårsudstilling
1951 Decembristerne
1952 Charlottenborg Efterårsudstilling
1952 Decembristerne
1953 Charlottenborg Efterårsudstilling
1953 Decembristerne
1954 Elise Johansens Samling, Statens Museum for Kunst
1954 Charlottenborg Efterårsudstilling
1954 Decembristerne
1955 Å-udstillingen
1955 Charlottenborg Efterårsudstilling
1955 Decembristerne
1956 Clausens Kunsthandel, København
1956 Charlottenborg Efterårsudstilling
1956 Decembristerne
1957 Koloristerne
1957 Å-udstillingen
1957 Charlottenborg Efterårsudstilling
1957 Decembristerne
1958 Maj-udstillingen
1958 Clausens Kunsthandel, København
1958 Charlottenborg Efterårsudstilling
1958 Decembristerne
1959 Clausens Kunsthandel, København
1959 Charlottenborg Efterårsudstilling
1959 Decembristerne
1960 Dalla natura all´arte, Palazzo Grassi, Venezia
1960 Å-udstillingen
1960 Charlottenborg Efterårsudstilling
1960 Decembristerne
1961 Bevægelse i kunsten, Louisiana
1961 Skulptur i Eventyrhaven, Odense
1961 Charlottenborg Efterårsudstilling
1961 Decembristerne
1962 Å-udstillingen
1962 Charlottenborg Efterårsudstilling
1962 Decembristerne
1963 Idole und Dämonen, Museum des 20. Jahrhundert, Wien
1963 Decembristerne
1964 Danish Abstract Art, vandreudstilling, USA
1964 Decembristerne
1965 Skulptur i Eventyrhaven, Odense
1965 Bienal de São Paulo
1965 Å-udstillingen
1965 Decembristerne
1966 Charlottenborg Efterårsudstilling
1966 Decembristerne
1967 Maj-udstillingen
1967 Skulptur i Eventyrhaven, Odense
1967 Østersøbiennale, Rostock
1967 Decembristerne
1968 Decembristerne
1969 Decembristerne
1970 Grafik Biennale, Firenze
1970 Decembristerne
1971 Decembristerne
1972 Decembristerne
1973 Skulptur i Eventyrhaven, Odense
1973 Decembristerne
1974 Decembristerne
1975 Skulptur i Eventyrhaven, Odense
1975 Decembristerne
1976 Dansk kunst 1915-1945, Kunstforeningen, København
1976 Nogle danske kunstnere efter 1945, Kunstforeningen, København
1976 Decembristerne
1977 Skulptur i Eventyrhaven, Odense
1977 Decembristerne
1978 Decembristerne
1979 Å-udstillingen
1979 Decembristerne
1980 Danske Grafikere
1980 Decembristerne
1981 Westkunst, Rheinhallen, Köln
1981 Danske Grafikere
1981 Decembristerne
1982 Decembristerne
1983 Decembristerne
1984 De Danske, Liljevalchs, Stockholm
1984 Decembristerne
1985 Dänische Skulptur im 20. Jahrhundert, Wilhelm-Lehmbruck Museum, Duisburg
1985 Decembristerne
1986 Surrealismen i Danmark 1930-1950, Statens Museum for Kunst
1986 Danske Grafikere
1986 Decembristerne
1987 L´Art en Europe 1945-53, Musée d´Art Moderne de Saint-Etienne
1987 Danske Grafikere
1987 Decembristerne
1988 Danske Grafikere
1988 Decembristerne
1989 Danske Grafikere
1992 Spejlbilleder, Frederiksborgmuseet, Hillerød
1994 Decembristerne (mindeophængning)

### Æresbevisninger
1958 Eckersberg Medaillen
1966 Statens livsvarig hædersgave
1967 Thorvaldsens Medaillen
1969 Ridder af Dannebrog
1971 Prins Eugen Medaillen
1977 Æresmedlem af Akademiet
1987 Æresmedlem af Danske Grafikere

## Heerups liv
Henry Heerup blev født den 4. november 1907 på Frederiksberg. Han boede alene med sin mor, Sara Lolia Anna Christensen, af Heerup kaldet Sera, ved Nørrebros Runddel og gik i Prinsesse Charlottegades skole, indtil han fyldte 14 år.
Efter en række lærepladser som stentrykker, skiltemaler, litograf, bronzestøber og maler samt en kort overgang som bud blev han som 20-årig optaget på Kunstakademiets malerskole, som han var tilknyttet i årene 1927-32. Akademitiden var for Heerup nogle vigtige og lykkelige år, hvor han kunne udleve sine kunstneriske evner og modtage opbakning og rådgivning fra de øvrige studerende samt fra skolens undervisere.
I 1933 blev Heerup gift med væveren Emilie Westh (efter ægteskabet Emilie Heerup, af Henry kaldet Mille), og de flyttede til en lille lejlighed i Gothersgade sammen med Heerups mor. De fik to børn sammen, Ole i 1934 og Nanna i 1936, og flyttede flere gange, før de endte i en lejlighed på Vinkelager i Vanløse. Parret blev skilt i 1945, men bevarede en tæt kontakt resten af livet. I 1958 giftede Heerup sig med den tysk-jødiske konservator og maler Marion Hansen (født Brock, efter ægteskabet Marion Heerup), og de blev sammen til Henrys død.
Efter en række indlæggelser på Bispebjerg Hospital og Kommunehospitalet flyttede Heerup i 1990 på plejehjem. Her boede han indtil sin død i 1993. Han døde pinsedag den 30. maj 1993. Efter begravelsesceremonien i Grundtvigs Kirke den 5. juni blev han begravet på Assistens Kirkegård, ganske tæt på sit barndomshjem.

## Heerup Museum
Efter Heerups død donerede hans enke, Marion Heerup, i 1995 hans bo til Rødovre Kommune. Boet rummede de af Heerups værker, han havde beholdt eller ikke havde fået solgt samt en lang række personlige ejendele. På baggrund af donationen besluttede Rødovre Kommune at bygge et museum for Heerup.
Heerup Museum blev tegnet af arkitekten Bernd Kjelland som en tilbygning til den gamle gård Rødovregaard i Rødovre, den eneste bevarede af gårdene fra den gamle Rødovre landsby. Museet åbnede den 1. maj 2000.

## Øvrig litteratur
- Gammelbo, Poul (red.) (1977): Heerup – en billedverden. Anagram, s. 6-16: Af et interview 1973. Udgivet i anledning af Henry Heerups 70-års fødselsdag.
- Gether, Christian; Dorthe Rugaard Jørgensen, Arken Museum for Moderne Kunst (red.) (2002, 2003): Heerup: tro, håb og kærlighed. Ishøj: Arken Museum for Moderne Kunst. Udgivet i forbindelse med udstilling, 01.02. – 09.06.2003.
- Hansen, Allan Daugaard (1996): HEERUP 1907-1993. En billedkunstners liv fortalt af en ven. Valby: Borgens Forlag.
- Hovdenakk, Per; KunstCentret Silkeborg Bad (1999): Dansk kunst 1930-50. En række banebrydende kunstnertekster lægges frem med en redegørelse for danske kunstneres bidrag til periodens internationale kunstretninger. Valby: Borgen. Udgivet i forbindelse med udstilling, 05.06. – 03.10.1999.
- Moestrup, Hans; Hans Petersen (foto) (1980): Henry Heerup – det grafiske værk 1930-80, The graphic works 1930-80. Charlottenlund: Cordelia.